# Wymysłów-Piaski
Wymysłów-Piaski – wieś w Polsce położona w województwie łódzkim, w powiecie pabianickim, w gminie Dobroń.
Do 1929 roku istniała gmina Wymysłów. W latach 1975–1998 miejscowość administracyjnie należała do województwa sieradzkiego.